# Cryptaspasma zophocosma
Cryptaspasma zophocosma es una especie de polilla del género Cryptaspasma, categorizada en la tribu Microcorsini, de la subfamilia Olethreutinae.

## Distribución
Se distribuye por China.

## Taxonomía
Fue descrita por Meyrick en 1931 y publicada en (Hysterosia), Exotic Microlepid. 4: 159.